# Rappresentatione di Anima, et di Corpo
Rappresentatione di Anima, et di Corpo (deutsch: Das Spiel von Seele und Körper oder Das Spiel von Seele und Leib) ist eine geistliche Oper (Originalbezeichnung: „Rappresentatione per recitar cantando“ – „Singend vorzutragende Darstellung“) in einer Vorrede („Proemio“) und drei Akten von Emilio de’ Cavalieri (Musik) mit einem Libretto von Agostino Manni. Sie wurde im Februar 1600 im Oratorio di Santa Maria in Vallicella in Rom uraufgeführt. Es handelt sich um die früheste vollständig erhaltene Oper und zugleich um die erste, die als Druck publiziert wurde.

## Handlung

### Vorrede
Im gesprochenen Dialog unterhalten sich Avveduto (die Umsicht) und Prudentio (die Einsicht) über das Leben der Sterblichen und deren Umgang mit Versuchungen, der Sünde und der Tugend. Um das Leben zu beschreiben, stellen sie eine lange Reihe von Vergleichen auf. Sie stellen ein Schauspiel in Aussicht, durch das dem Menschen die tugendhafte Lebensweise näher gebracht werden soll.

### Erster Akt
Szene 1. Tempo (die Zeit) weist die Seelen der Menschen auf ihre Flüchtigkeit hin und mahnt sie, sich rechtzeitig auf den Ruf der letzten Posaune vorzubereiten.
Szene 2. Der Chor schließt sich diesem Aufruf an. Man soll die Zeit nicht vergeuden, denn auch in einer kurzen Lebensspanne kann das Ziel erreicht werden.
Szene 3. Intelletto (der Verstand) weiß, dass jeder Mensch im Grunde nur sein Leben genießen will. Doch auf Dauer befriedigen weder Reichtum noch Ehre oder Lust, sondern einzig das Glück der himmlischen Gemeinschaft mit Gott.
Szene 4. Corpo (der Körper) fragt Anima (die Seele) nach dem Grund für ihre Traurigkeit. Anima entgegnet, dass sie sich nach Ruhe, Frieden und Freude sehne, aber nur Kummer und Langeweile finde. Corpo bietet ihr nacheinander seine Gefühle, weltliche Ehren und Selbstzufriedenheit an. Doch Anima kann nichts davon zufriedenstellen. Sie strebt nach Höherem. Allmählich erkennt Corpo, dass sie recht hat und beschließt, gemeinsam mit Anima das Glück und das ewige Leben im Himmel zu suchen.
Szene 5. Der Chor preist die Gnadengaben Gottes, der väterlich für seine Geschöpfe sorgt und Vergehen umsichtig straft und schnell verzeiht.

### Zweiter Akt
Szene 1. Der Chor preist erneut den gütigen Herrn.
Szene 2. Consiglio (der gute Rat) erklärt, dass das irdische Leben ein fortdauernder Kampf gegen die weltlichen Versuchungen ist, gegen die man sich wappnen muss. Als Lohn der Mühen warten „Zepter und Krone im Himmel“.
Szene 3. Der Chor stellt die Abgründe der „unreinen Welt“ den „klaren Quellen des Himmels“ gegenüber.
Szene 4. Piacere (das Vergnügen) erscheint mit zwei Gefährten, um Corpo und Anima in Versuchung zu führen. Corpo ist leicht verführt, doch Anima bleibt standhaft und vertreibt die unwillkommenen Gäste.
Szene 5. Um den über den Verlust des Vergnügens enttäuschten Corpo zu besänftigen, verlangt Anima eine Erklärung des Himmels. Dieser bestätigt ihre Tugend in Form von Echos: „Meidet eitel Lust, liebt Gott gewiss“.
Szene 6. Ein von Gott gesandter Schutzengel, Angelo custode, erscheint, um Anima und Corpo in ihrem Kampf beizustehen.
Szene 7. Mondo (die Welt) und Vita mondana (das weltliche Leben) versuchen, Corpo und Anima mit Versprechungen zu verführen. Die beiden sind zunächst geneigt, ihnen zu folgen. Angelo custode gelingt es jedoch, sie wieder auf den rechten Weg zu bringen. Sie entkleiden Mondo und Vita mondana, enthüllen so deren trügerische wahre Gestalt und verjagen sie.
Szene 8. Nach dem Sieg von Corpo und Anima verkündet Angelo custode den Lohn. Der Himmel öffnet sich, und Engel fordern sie auf, ihre Plätze über den Sternen einzunehmen.
Szene 9. Der Chor besingt das wunderbare Schicksal der Sterblichen, die nach ihren Prüfungen aus dem irdischen Abgrund in den höchsten Himmel gelangen.

### Dritter Akt
Szene 1. Intelletto und Consiglio fordern dazu auf, die Hölle zu meiden und in den Himmel zu fliehen. In der Hölle herrschen das Böse, Schrecken, Schmerz, Elend und Gestank, während sich im Paradies reiche Schätze, Ehren, Blumen und Düfte finden.
Szene 2. Der Höllenschlund öffnet sich, und Consiglio fordert die verdammten Seelen auf, ihre Qualen zu beschreiben. Sie wurden zur Strafe für ihre Sünden zum ewigen Feuer verurteilt. Die Hölle schließt sich wieder.
Szene 3. Nun öffnet sich der Himmel, wo die seligen Seelen nach Aufforderung durch Intelletto das ewige Reich preisen. Consiglio, Intelletto, Corpo und Anima staunen darüber, dass die verblendeten Menschen dieses kaum zu schätzen wissen.
Szene 4. Die Hölle öffnet sich zum zweiten Mal, so dass nun beide Seiten sichtbar sind. Die verdammten Seelen beklagen ihr Schicksal des ewigen Tods in Schmerzen.
Szene 5. Die Hölle schließt sich erneut. Im Himmel jubeln die seligen Seelen über das herrliche ewige Leben. Der Chor wiederholt die staunenden Worte der Allegorien über die verblendeten Menschen.
Szene 6. Zum dritten Mal öffnet sich die Hölle, und die verdammten Seelen klagen darüber, dass ihre Qualen niemals enden werden.
Szene 7. Die Hölle schließt sich wieder. Die seligen Seelen im Himmel freuen sich darüber, dass ihre Herrlichkeit ewig währen wird. Anima, Intelletto, Corpo und Consiglio empfehlen dem Menschen, nur Gutes zu tun und für seine Sünden vertrauensvoll um Gnade zu bitten.
Szene 8. Zusammen mit Engeln und den seligen Seelen preisen die vier Allegorien den Herrn. Die seligen Seelen und die Engel fordern die ganze Welt auf, in die Lobgesänge einzustimmen.
Szene 9. Im Wechsel mit Sologesängen von Intelletto, Consiglio und Anima besingen alle fröhlich die Güte Gottes. Den Abschluss bildet alternativ eine mehrstrophige Festa (Feier) mit Tänzen und Jubelchören.

## Gestaltung
Die Handlung der Rappresentatione besteht im Wesentlichen aus Dialogen verschiedener allegorischer Figuren. Das wichtigste Gestaltungselement ist der Kontrast zwischen gegensätzlichen Elementen wie Körper und Seele oder selige und verdammte Seelen – Themen, die in der Malerei vom Mittelalter bis zum Barock weit verbreitet waren. Allegorische Figuren finden sich auch in den französischen Mysterienspielen des Mittelalters oder in den späteren jesuitischen Dramen in lateinischer Sprache. Die theatralischen Elemente und die Gesamtstruktur des Werks übernahmen die Autoren den Sacre rappresentationi genannten religiösen Spielen, wie sie im fünfzehnten Jahrhundert in Florenz und Umbrien verbreitet waren. Auch das konkrete Thema eines Dialogs zwischen Seele und Körper wurde bereits im Mittelalter verarbeitet. Die ältesten Quellen stammen aus dem England des zwölften Jahrhunderts. Die erste bekannte Vertonung ist das Altercatio anime et corporis aus dem Magnus Liber Organi der Notre-Dame-Schule. Weite Verbreitung in ganz Europa fand das Gedicht Noctis sub silentio. Agostino Mannis direkte Vorlagen waren vermutlich der Contrasto dell’anima & del corpo (Bartholomeo de’ Libri, Florenz um 1490) und der Dialogo tra l’Anima, & il Corpo (Katharina von Genua), die Lauda Audite una ’ntenzione, chè ’nfra l’anema e’l corpo (Iacopone da Todi) und eine vielfach publizierte Sacra rappresentazione mit dem Titel Commedia spirituale dell’anima.:34f
Trotz ihrer Gegensätzlichkeit handelt es sich bei den verschiedenen allegorischen Figuren um Ausprägungen desselben Charakters, denn Corpo (der Körper) und Anima (die Seele) bilden zusammen eine einzige Person mit Intelletto als Verstand, Consiglio als Herz, Piacere als ihre Lebenslust und Mondo als der Neigung, Besitztümer anzusammeln. Tempo ist die Lebenszeit, die ihr zur Verfügung steht, den Sinn zu verstehen. Die Tatsache, dass Tempo und Corpo bei der Uraufführung vom selben Sänger dargestellt wurden, deutet Christina Pluhar zufolge darauf hin, dass der Mensch bereits die Antwort auf jede Frage in sich trägt.:37f
Ein eigener Absatz im Vorwort gilt Cavalieris Vorstellung vom optimalen Operntext: „Das Libretto sollte siebenhundert Verse nicht übersteigen, und es sollte einfach sein und voller Kurzverse, nicht nur aus sieben Silben, sondern auch aus fünf oder acht und bisweilen mit daktylischer Endung; und mit Paarreimen, um des Liebreizes der Musik willen, macht es einen anmutigen Effekt.“ Die Dialoge sollen aus kurzen Abschnitten bestehen, und die Szene durch die Vielfalt der Personen „mit viel Anmut“ angereichert werden. Als Positivbeispiele hierfür werden Cavalieris Pastoralen Il Satiro und La disperazione di Fileno genannt. Das Prinzip der Abwechslung ist bereits im Text des ersten Dialogs der beiden Titelfiguren ersichtlich. Hier bestehen sämtliche Verse aus sieben Silben, doch diejenigen Corpos beginnen daktylisch, diejenigen Animas jambisch. Die zugehörige Musik Corpos steht in Moll (trauriger Grundaffekt, „dogliosa“), diejenige Animas in Dur (freudiger Affekt, „gioia“) – beides im Rahmen derselben Grundtonart G.:94ff Des Weiteren soll das Geschehen durch Tänze aufgelockert werden, und das Drama kann von vier instrumentalen Intermedien umrahmt werden. Zugunsten der Textverständlichkeit sollen die Sänger auf Verzierungen verzichten. Das Orchester solle sich unsichtbar hinter der Bühne befinden, der Chor dagegen ständig anwesend sein und das Geschehen mit Gesten kommentieren.
In der fünften Szene des zweiten Akts antwortet der Himmel selbst auf die Fragen Animas in Form von Echos, die sich am Ende zu einem zusammenhängenden Satz verbinden: „Meidet eitel Lust, liebt Gott gewiss.“ Hier zeigt sich der didaktische Anspruch des oratorischen Dialogs in einer von der Gattung des Pastoraldramas übernommenen Form. Eine ähnliche Echowirkung war bereits mehrfach in der Musik zum Einsatz gekommen, z. B. auch in der Arion-Szene der Intermedien von 1589, und hielt sich auch weiterhin im Repertoire der Pastoralopern, wo sie meist der Nymphe Echo zugewiesen wurde, sowie als Stimme des Himmels in geistlichen Opern. In Opern über historische oder epische Stoffe wurde der Effekt später nicht mehr genutzt.:96
Die Rappresentatione erweitert die Tradition des filippinischen Laudengesangs auf unterschiedliche Weise. Zwar wurden dialogische Lauden auch zuvor bereits gelegentlich szenisch dargeboten, doch nun gibt es eine Vielzahl von zusätzlichen Nebenfiguren, die die Handlung bereichern. Der Musikstil integriert erstmals den in Florenz entstandenen monodischen Stil in ein nun durchkomponiertes geistliches Werk, das dadurch den ersten Opern, italienischen Solokantaten und der beginnenden konzertierenden lateinischen Kirchenmusik gleichgestellt wird. Gleichzeitig entsteht dadurch die Grundlage für das dialogische geistliche Madrigal, aus dem später das italienische Oratorium hervorging. Musikalisch ist das Werk durch seine Abfolge von Solo-, Ensemble- und Chorsätzen und die Instrumentalbegleitung abwechslungsreich und lebendig gestaltet. Der dadurch erhöhte Genuss der Zuhörer dient zugleich den religiösen Zielen der Oratorianerbewegung, wie am Ende der gesprochenen Vorrede erläutert wird:

“E si vedranno venire innanzi le cose istesse, le quali sotto figura di persone umane apparendo, mentre con le nuove e strane immagini dilettaranno, nell’istesso tempo serviranno per una idea, dove ciascuno mirando puotrà formarsene un ritratto nel core, nel quale riconosca chiaramente, che questa vita, questo mondo, queste terrene grandezze sono veramente polvere, fumo ed ombra: e finalmente poi che non ci è altro di fermo, né di grande che la virtù, la grazia di dio, e ’l regno eterno del cielo.”

„Und sie werden vor sich Dinge sehen, die in der Gestalt menschlicher Personen erscheinen, während sie mit neuen und seltsamen Bildern entzücken und gleichzeitig einer Idee dienen, durch die sich jeder im Inneren ein Bild machen kann, in dem er deutlich erkennt, dass dieses Leben, diese Welt, diese irdischen Mächte in Wahrheit Staub, Rauch und Schatten sind, und schließlich, dass nichts anderes so fest steht, und nichts so groß ist wie die Tugend, die Gnade Gottes, und das ewige Himmelreich.“

Die musikalische Deklamation ist bei Cavalieri noch nicht so weit entwickelt wie bei seinem Zeitgenossen und Konkurrenten Jacopo Peri. Sie wirkt laut Pipers Enzyklopädie des Musiktheaters „steif und unbeholfen“. Die differenzierte Bezifferung des Generalbasses deutet mehr auf eine kontrapunktische als auf eine akkordische Spielweise hin. Der Echo-Effekt (II,5), der rhythmisch-rezitativische Chorgesang (I,2: „Questa vita mortale“) und die viertaktige Modulation von g-Moll nach A-Dur (III,2: „Il fuoco eterno“) erinnern an die Musik Claudio Monteverdis. Von hohem musikalischen Niveau sind die Wechsel zwischen Zweier- und Dreiermetrum, die bevorzugt eingesetzten fallenden Septimen in den Kadenzen der Singstimmen und die abwechslungsreiche und farbige Gestaltung. Die dreiaktige Gesamtstruktur entspricht der göttlichen Dreifaltigkeit. Die größeren Szenen sind in insgesamt 91 kleinere Nummern unterteilt (jeweils der Text eines der Charaktere oder einer Kombination derselben), deren Anzahl (3×30+1) ebenfalls auf ein solches übergeordnetes Schema hinweist. Besonders gelungen ist die Szene (II,4), in der Piacere und ihre beiden Begleiter Anima in Versuchung führen wollen und mit den Instrumenten in der Hand gleichzeitig spielen, singen und tanzen. Bemerkenswert ist außerdem die unterschiedliche Gestaltung der verdammten und der glücklichen Seelen. Erstere sind durch ungewöhnliche harmonische Wendungen und einen starren Chorsatz gekennzeichnet, letztere durch solistische und chorische Koloraturen. Jeder der drei Akte endet mit einem groß angelegten Satz: die ersten beiden mit einer Orchestersinfonie, der dritte mit einem Chorstück oder dem alternativen Ballett mit Ritornellen. Letzteres sollte den Anweisungen im Vorwort zufolge auf ähnliche Weise wie der Schluss der Florentiner Intermedien von 1589 aufgeführt werden.:94
Dem Vorwort zufolge soll zu Beginn einer Aufführung des Werks eine „volle Musik mit verdoppelten Stimmen und einer großen Zahl von Instrumenten“ gespielt werden, wozu die Nummer 86 „O Signor santo e vero“ empfohlen wird. Erst danach folgt die gesprochene Vorrede.
Die konkrete Instrumentalbesetzung ist in der Partitur nicht festgelegt. Für die Sinfonia und die Ritornelle ist im Vorwort lediglich allgemein von einer Vielzahl von Instrumenten die Rede, wobei eine Solo-Violine für die Oberstimme einen guten Effekt erzielen könnte. Für die Begleitung von Piacere und ihre Begleiter werden ein Chitarrone, eine Chitarina alla Spagnuola und ein Cimballetto con sonaglini alla Spagnuola vorgeschlagen, für den Generalbass eine Lira doppia, Cembalo, Chitarrone oder Theorbe und Orgel.
Die 1978 in Heidelberg gespielte zweistündige Fassung von Rudolf Kelber sieht für jede Rolle eine eigene Instrumentalbegleitung vor (kursiv gesetzte Instrumente zur Steigerung):
- Körper: Orgel, Harfe, Violoncello, Kontrabass und Streicher
- Seele: Laute, Gambe, zwei Bratschen
- Verstand: Cembalo I, Violoncello, Flöten
- Rat: Orgel, Posaunen
- Welt: zwei Cembali, Violoncello
- Weltliches Leben: Gitarre, Kontrabass, Cembalo
- Schutzengel: Orgel, Fagott, zwei Trompeten

In den beiden Ausgaben des 20. Jahrhunderts ist die Gesangsbesetzung unterschiedlich und abweichend vom Original angegeben:
Ricordi 1956
- Tempo (Bass)
- Corpo (Bariton oder Bass)
- Anima (Sopran oder Mezzosopran)
- Eco (Sopran oder Mezzosopran)
- Vita mondana (Sopran)
- Piacere con due compagni (Alt, Tenor, Bass)
- Angeli ed anime beate in cielo (Frauenchor)
- Anime damnate nell’inferno (Männerchor)
- Consiglio (Alt und Sprechrolle)
- Intelletto (Tenor und Sprechrolle)
- Angelo custode e Mondo (Sprechrolle)
- Avveduto e Prudenzio (Kinder-Sprechrolle)

Bärenreiter 1968 (deutsche Übersetzung)
- die Zeit (Bass)
- der Körper (Bariton)
- die Seele (Sopran)
- das weltliche Leben (Sopran)
- die Lust (Mezzosopran)
- zwei Gefährten der Lust (Tenor, Bass)
- der gute Rat (Bariton)
- der Verstand (Tenor)
- die Welt (Bass)
- Engel (Tenor)
- verdammte Seelen, glückliche Seelen (Chor)
- Ballett ad lib.

## Werkgeschichte
Unmittelbar nachdem Cavalieri 1599 aufgrund von Intrigen seiner Kollegen Giulio Caccini und Jacopo Peri, die ihm seinen Erfolg neideten, Florenz verlassen musste und in seine Heimat Rom zurückgekehrt war, erhielt er einen Auftrag für die Festlichkeiten zum Heiligen Jahr 1600, das auf Wunsch von Papst Clemens VIII. mit bis dahin unübertroffener Pracht gefeiert werden sollte, um die Gegenreformation zu stärken. Als Aufführungsort wurde das Hauptquartier der Oratorianer-Kongregation ausersehen, die exakt 25 Jahre vor der Aufführung von Philipp Neri gegründet worden war.:32 Das Libretto dieses Werks stammt von Agostino Manni, unter Mitarbeit von Dorisio Isorelli.
Wegen des geistlichen Stoffes wurde die Rappresentatione von der Musikwissenschaft lange Zeit der Gattung Oratorium zugerechnet. Doch sah Cavalieri von Anfang an eine szenische Aufführung vor, wie auch an den Regieanweisungen im Libretto ersichtlich ist. Es handelt sich somit um die erste geistliche Oper, wie sie im Verlauf der Musikgeschichte immer wieder entstanden und deren Sujets dem Alten Testament (z. B. bei Rossinis Mosè in Egitto) oder den Heiligenlegenden entnommen wurden oder wie hier als moralischer Dialog von Allegorien gestaltet sind. Direktes Vorbild für die Rappresentatione ist eine Dialog-Lauda Agostino Mannis von 1577, deren Text er unverändert in den ersten Akt übernahm. Zugleich zeigen sich Einflüsse der Gattung der Sacra rappresentazione, die somit neben dem Pastoraldrama als Quelle für die Gattung der Oper zu gelten hat. Der Gegensatz zwischen dem weltentsagenden Thema der Rappresentatione und ihrer prachtvollen szenischen Ausgestaltung spiegelt Cavalieris eigene Lebenserfahrung wider, der lange Zeit am florentinischen Hof der Medici angestellt war und sich in seinen letzten Jahren der asketischen Oratorianer-Bruderschaft Neris zugewandt hatte. Die Musik basiert auf dem von Cavalieri erfundenen rezitierenden Stil (recitar cantando), der wenige Jahre zuvor vor allem in Florenz große Aufmerksamkeit erregt hatte und von Jacopo Peri in dessen ein halbes Jahr nach der Rappresentatione erschienener Oper Euridice weiterentwickelt wurde. Aus Cavalieris Anmerkungen im Vorwort geht hervor, dass er im Gegensatz zu der rein textbasierten Rezitation Peris, Caccinis und Rinuccinis eine abwechslungs- und kontrastreiche musikalische Gestaltung bevorzugt.:94
Die Rappresentatione gilt als die früheste Oper, deren Musik vollständig erhalten ist (Peris 1598 uraufgeführte Dafne ist nur fragmentarisch überliefert). Durch die im Herbst 1600 in Rom herausgegebenen Drucke der Partitur (mit Libretto im Anhang) und des separaten Librettos ist sie zugleich die erste publizierte Oper der Geschichte. Hier findet sich auch der erste Druck einer bezifferten Generalbassstimme. Das Vorwort enthält mehrere kurze Abhandlungen, darunter eine Widmung des Herausgebers Alessandro Guidotti an den römischen Kardinalnepoten Pietro Aldobrandini sowie unsignierte Aufführungsanweisungen, die wahrscheinlich vom Komponisten selbst stammen.
Die Uraufführung fand im Februar 1600 im Oratorio di Santa Maria in Vallicella in Rom statt. Das Werk wurde vermutlich nur zwei Mal aufgeführt, allerdings mit großem Erfolg unter Anwesenheit mehrerer Kardinäle. Auch Cavalieri selbst zeigte sich zufrieden. Im Vorwort der Druckausgabe verglich Guidotti das Werk mit der im selben Jahr aufgeführten Euridice Jacopo Peris und Giulio Caccinis, der er die Rappresentatione vorzog, da sie die Zuhörer gleichermaßen zu Tränen und zum Lachen bewegt habe. Zu dieser Reaktion trug sicher auch die im Vorwort erwähnte prachtvolle Ausgestaltung durch Kostüme und Szene und die Virtuosität der Gesangs- und Instrumentalsolisten bei. Die Bühne war in drei Bereiche unterteilt, die Erde, Himmel und Hölle darstellten. Cavalieris Zeitgenossen Vittorio Rossi zufolge wurden die Rollen von Tempo und Corpo von demselben Sänger dargestellt, die Rolle der Anima von einem Kind.:38 Die Sopran- und Altpartien übernahmen ansonsten Falsettisten oder Kastraten. Trotz der detaillierten Regieanweisungen wurde das Werk nur einem kleinen Raum aufgeführt und vermutlich konzertant gespielt. Zeitgenössische Berichte über die Anzahl der Zuschauer sind offenbar stark übertrieben. Der Chor bestand nur aus einem Vokalquartett, das bei einem größeren Aufführungsort zu einem Doppelquartett erweitert werden durfte. Auch für die Tänze sah Cavalieri nur vier Tänzer vor (mindestens jedoch zwei).
Anschließend verschwand die Oper in der Versenkung, bis sie 1912 – nach mehr als dreihundert Jahren – in einer Bearbeitung von Giovanni Tebaldini an der Accademia di Santa Cecilia in Rom wieder gespielt wurde.
Die britische Erstaufführung gab es im Juni 1949 am Girton College in Cambridge, die US-Premiere am 23. Februar 1966 in der University of North Dakota.
Am 2. August 1968 wurde im Rahmen der Salzburger Festspiele in der Salzburger Felsenreitschule eine szenische Neuproduktion in einer historisch getreuen Einrichtung von Bernhard Paumgartner vorgestellt. Der Dirigent war Rolf Maedel, der Choreograph Kurt Jooss und der Regisseur Herbert Graf. Die Bühnenbilder stammten von Veniero Colasanti und John Moore. In den Jahren 1969 bis 1973 folgten unter der Leitung von Ernst Märzendorfer weitere Aufführungen dieser Produktion in der Kollegienkirche. Sie wurde 1971 und 1982 auch an der Deutschen Oper am Rhein in Düsseldorf gespielt. Weitere Produktionen gab es 1976 in Nürnberg (historierende Fassung von Hans-Martin Linde), 1978 in Heidelberg und 1982 in Siena (Dirigent: Sylvano Bussotti) und in der Marktkirche Hannover (durch die Niedersächsische Staatsoper). 2005 kam es zu einer Produktion an der Oper Köln in einer Neufassung von Steve Gray für großes Orchester und Jazzquartett.

## Ausgaben
Das Autograph der Oper ist verschollen. Sie wurde in folgenden Ausgaben veröffentlicht:
- Partitur: Mutij, Rom 1600 (Bibl. S. Cecilia Rom, Bibl. Vallicelliana Rom, Bibl. Universitaria Urbino)
- Nachdruck: Casa Editrice Claudio Monteverdi, Rom 1912 (= Prime fioriture del melodramma italiano. Band 1)
- Faksimile-Nachdruck: Gregg, Farnborough 1967
- Partitur, herausgegeben von E. Gubitosi: Ricordi 1956, Nr. 129217
- Partitur, deutsche Übersetzung von E. Neuenteufel: Bärenreiter, Nr. 6024
- Textbuch, italienisch/deutsch: Bärenreiter 1968, Nr. 6024.

## Aufnahmen
- 1968 – Edwin Loehrer (Dirigent), Società Cameristica di Lugano.
 Studioaufnahme, gekürzt.
 Nuova ERA CD: 1001 (1 CD).[10]:2606
- 17.–24. Februar 1970 – Charles Mackerras (Dirigent), Ensemble Wolfgang von Karajan, Cappella Academica Wien.
 Tatiana Troyanos (Anima), Hermann Prey (Corpo), Kurt Equiluz (Intelletto), Herbert Lackner (Consiglio), Theo Adam (Tempo), Paul Esswood (Piacere), Teresa Żylis-Gara (Angelo custode), Ernst Gutstein (Mondo und Anima dannata), Sylvia Geszty (Anima beata), Edda Moser (Compagno), Rudolf Resch (Compagno), Leopold Spitzer (Compagno), Arleen Augér (Eco).
 Studioaufnahme.
 Archiv CD: 453 165 2.[10]:2607
- 1. August 1973 – Ernst Märzendorfer (Dirigent), Mozarteumorchester Salzburg, Instrumentalensemble und Kammerchor der Salzburger Festspiele.
 Suzanne Sarroca (Anima), Robert Kerns (Corpo), Dieter Ellenbeck (Intelletto), Helge von Bömches (Consiglio), José van Dam (Tempo und Mondo), Joanna Simon (Piacere), William Holley (Angelo custode), Hans Tschammer (Anima dannata), Gabriele Fuchs (Anima beata), Gertrude Jahn (Compagno), Curt Malen (Compagno), Walter Raninger (Compagno).
 Live, konzertant aus Salzburg.
 Orfeo (2 CDs).[10]:2608
- 1976? – Hans-Martin Linde (Dirigent), Instrumentalensemble, Collegium Vocale Köln.
 Montserrat Figueras (Anima), Ian Partridge (Corpo), Nigel Rogers (Intelletto), Staffan Sandlund (Consiglio), Sven-Anders Benktsson (Tempo), Björn Hangan (Piacere), Andrea van Ramm (Angelo custode), Hans Alderich Billig (Mondo und Anima dannata), Eva Csapó (Anima beata), Theresia Klenzi (Compagno), Gaby Ortmann-Rodeus (Eco).
 Studioaufnahme.
 EMI CD: 7 63422 2, EMI Reflexe LP: 063-30 130/31 (2 LPs).[10]:2609
- 1992 – Marco Longhini (Dirigent), Instrumentalisten und Chor von Le istitutioni Harmonicke di Verona, Ensemble di viole dell'Accademia Strumentale Italiana.
 Gemma Bertagnolli (Anima), Roberto Mattei (Corpo), Claudio Cavina (Intelletto, Piacere und Vita mondana), Giuseppe Maletto (Consiglio und Compagno), Antonio Abete (Tempo, Mondo, Anima dannata und Compagno), Berta Rossetti (Angelo custode und Anima beata).
 Live, konzertant aus Verona.
 Stradivarius (1 CD).[10]:2610
- 31. Oktober bis 3. November 1994 – Susan Harvey (Dirigent), The Whole Noyse, Ensemble Magnificat.
 Judith Nelson (Anima), Paul Hillier (Corpo), Neal Rogers (Intelletto und Piacere?), Nathaniel Watson (Consiglio und Mondo), Andrew Morgan (Tempo und Piacere?), Hugh Davies (Piacere?), Elizabeth Engan (Angelo custode und Anima beata?), Ruth Escher (Anima beata? und Compagno).
 Studioaufnahme.
 Koch (1 CD).[10]:2611
- 1996 – Sergio Vartolo (Dirigent), Capella Musicale di San Petronio di Bologna, Prager Philharmonischer Chor.
 Rosita Frisani (Anima), Alessandro Carmignani (Corpo und Piacere), Michel van Goethem (Intelletto), Roberto Abbondanza (Consiglio), Carlo Lepore (Tempo, Mondo und Anima dannata), Patricia Vaccari (Angelo custode), Oldricka Musilová (Anima beata), Marinella Pennicchi (Compagno).
 Studioaufnahme.
 Naxos 8.554096-7 (2 CD).[10]:2612
- 2000? – Lorenzo Tozzi (Dirigent), Romabarocca Orchestra, Coro Lirico Sinfonico Romana.
 Cecilia Gasdia (Anima), Furio Zanasi (Corpo), Cesary Storch (Intelletto), Roberto Staccioli (Consiglio), Massimo Rossetti (Tempo und Mondo), Mario Bassani (Piacere?), Lucilla Tumino (Angelo custode und Anima beata), Francesca Garavini (Vita mondana und Eco), Alberto Tapia (Anima dannata und Piacere?), Antonio Faieta (Compagno), Oreste Baldini (Recitante), Walter Maestosi (Recitante).
 Video; live, konzertant aus der Basilica S. Paolo Fuor Le Mura in Rom.
 Membran 230123-902 (10 DVDs).[10]:2613
- Juli 2004 – Jordi Savall (Dirigent), Le Concert des Nations, Chorus sine nomine.
 Montserrat Figueras (Anima), Furio Zanasi (Corpo), Cyril Auvity (Intelletto), Lluis Vilamajó (Consiglio), Francesc Garrigosa (Tempo und Piaceres Begleiter), David Sagastume (Piacere), Carlos Mena (Angelo custode), Adriana Fernandez (Vita mondana), Antonio Abete (Mondo und Piaceres Begleiter).
 Live aus der Basilika Stift Rein.
 Radioübertragungen auf Ö1 und BR 4.
- August 2004 – Christina Pluhar (Dirigent), L’Arpeggiata.
 Johanette Zomer (Anima), Marco Beasley (Corpo und Tempo), Jan van Elsacker (Intelletto), Stephan MacLeod (Consiglio und Mondo), Dominique Visse (Piacere), Stephan van Dyck und Nicholas Achten (Piaceres Begleiter), Nuria Rial (Angelo custode), Béatrice Mayo Felip (Vita mondana), Matthew Baker (Anima dannata).
 Studioaufnahme.
 Alpha/Note 1 ALP065 (1 CD).[10]:2615
- May 2014 – René Jacobs (Dirigent), Akademie für Alte Musik Berlin, Staatsopernchor Berlin, Concerto Vocale.
 Marie-Claude Chappuis (Anima), Johannes Weisser (Corpo), Mark Milhofer (Intelletto und Piacere), Gyula Orendt (Consiglio und Tempo), Marcos Fink (Mondo, Anima dannata und Piaceres Begleiter).
 Studioaufnahme.
 Harmonia mundi HMC 902200.01 (2 CDs).[11]
- 2. September 2021 – Lionel Meunier (Dirigent), Vox Luminis.
 Stefanie True (Anima), Raffaele Giordani (Corpo und Tempo), João Moreira (Intelletto), Massimo Lombardi (Consiglio und Mondo), Jan Kullmann (Piacere), Perrine Devillers (Angelo custode), Maria Chiara Gallo (Vita mondana), Hugo Oliveira (Anima dannata), Zsuzsi Tóth (Anima beata).
 Live aus dem TivoliVredenburg in Utrecht.
 Radioübertragung auf hr2-kultur.[12]